# Salut l'artiste (Les Simpson)
Pour les articles homonymes, voir Salut l'artiste (homonymie).
Salut l'artiste (France) ou Le Saxophoniste (Québec) (Round Springfield) est le 22e épisode de la saison 6 de la série télévisée d'animation Les Simpson.

## Synopsis
Bart a une appendicite après avoir ingéré une fausse céréale en métal de marque Krusty. Cependant, personne ne croit au fait qu'il ait une immense douleur au ventre à l'exception de Lisa. En se rendant à l'infirmerie, Bart tombe dans le coma et est emmené à l’hôpital.
Après avoir rendu visite à son frère, Lisa revoit Gencives Sanglantes, le musicien de jazz dont elle est fan. Ils jouent alors ensemble un morceau. À la fin du morceau, Gencives Sanglantes offre à Lisa son saxophone. Lisa joue dans l'orchestre de l'école avec le saxophone de Gencives Sanglantes et c'est une réussite (elle joue en solo comme si elle était seule, Martin joue du triangle et Ralph de la flûte avec son nez). Après le concert, elle va rendre visite à Gencives Sanglantes pour lui raconter son succès mais elle apprend qu'il est mort.
De son côté, Bart remporte son procès contre Krusty et remporte 500 dollars (sur les millions qu'il aurait pu légitimement gagner si son avocat ne l'avait pas arnaqué). Souhaitant les dépenser pour se faire le plus grand plaisir de sa vie, il est sur le point d'acheter le premier pog du monde dans le magasin de bandes dessinées. Mais au moment de l'acheter, ému en voyant Lisa désespérée et pleurer à l'idée de ne pouvoir rendre un dernier hommage à son idole, il décide de dépenser les 500 dollars pour acheter l'unique album de Gencives Sanglantes. Lisa, émue et étonnée, lui demande pourquoi, et Bart lui explique qu'elle était la seule personne à croire en lui lorsqu'il avala la fausse céréale. Lisa se rend au studio pour faire écouter la musique de Gencives Sanglantes, malheureusement la communication est coupée et Lisa est désespérée. Finalement un nuage se forme et un éclair touche le studio, la musique est transmise dans toutes les radios de Springfield et plaît à tout le monde. Lisa heureuse voit le nuage se transformer et Gencives Sanglantes apparaît. La fin de l'épisode se termine par le duo de Lisa et de Gencives Sanglantes jouant Jazzman.

## Invités
- Ron Taylor
- Steve Allen